# Bubi
Bubi, bube, Bohobé, o Bube–Benga (Bobe, Bubi) és una llengua bantu o bantoide parlada pels bubis, un poble bantu nadiu, i antigament poble principal, de l'illa de Bioko, a Guinea Equatorial. La llengua fou portada a Bioko des del continent fa uns 3.000 anys quan els bubis arribaren a l'illa.
Té al voltant de 50.000 parlants amb tres variants: Nord, Sud i Centre-Est. Es caracteritza pel caràcter tonal i la divergència de les paraules pel gènere. L'idioma també és parlat per nadius bubi de Gabon i Camerun.
La llengua bubi es divideix en sis dialectes diferents que varien a les regions nord i sud de l'illa de Bioko. Per exemple, al nord la gent parla Rebola i les seves variants: Basile, Banapa i Basupa. Tanmateix al nord-est es parla Bakake.
El bubi també es parla en una àrea petita al continent propera a l'illa, on els parlants estan canviant al wumboko. Han estat reportats com a "Bube", "Bubia", o "Wovea" (vegeu Wovea).
El primer llibre de text de bubi a anglès fou escrit en 1875 per William Barleycorn, un missioner metodista primitiu de l'era d'ascendència Igbo i fernandino, mentre predicava a la vila bubi de Basupu. S'ha publicat un diccionari oficial de la llengua i una guia gramatical pel reconegut estudiós bubi Justo Bolekia Boleká.

## Variants
El bubi presenta variacions dialectals, a continuació es presenta una comparació lèxica dels numerals de l'1 al 10:
| GLOSSA | Bubi septentrional           | Bubi nord-occidental | Bubi meridional     |
| ------ | ---------------------------- | -------------------- | ------------------- |
| '1'    | buule                        | buule                | muule               |
| '2'    | eppa                         | eppa                 | memba               |
| '3'    | betta                        | betta                | metta               |
| '4'    | yeele                        | yeele                | myeeme              |
| '5'    | betto                        | betto                | metto               |
| '6'    | ra'a 6                       | ra'a 6               | metto na muule 5+1  |
| '7'    | ra'a la buule 6+1            | ra'a la buule 6+1    | metto na memba 5+2  |
| '8'    | yeele ketoppa 4x2            | ra'a la eppa 6+2     | metto na metta 5+3  |
| '9'    | yeele ketoppa la buule 4x2+1 | baa buule ka yo 10-1 | metto na myeene 5+4 |
| '10'   | yo                           | yo                   | myo                 |